# Алексеевка (приток Весляны)
Алексе́евка — река в России, протекает в Пермском крае. Устье реки находится в 8,4 км от устья Весляны по левому берегу. Длина реки — 12 км.

## Данные водного реестра
По данным государственного водного реестра России относится к Камскому бассейновому округу, водохозяйственный участок реки — Кама от истока до водомерного поста у села Бондюг, речной подбассейн реки — бассейны притоков Камы до впадения Белой. Речной бассейн реки — Кама.
Код объекта в государственном водном реестре — 10010100112111100001990.